# M728戦闘工兵車
M728戦闘工兵車（M728 Combat Engineer Vehicle）は、M60パットンのシャーシをベースとした戦闘工兵車である。

## 概要
アメリカ軍では戦闘時の工兵作業には第二次世界大戦当初より通常の戦車や装甲車にドーザーブレードを装備したものを使用しており、戦闘工兵任務に特化した車両、というものを特に装備していなかったが、この点については工兵隊を始めとして前線部隊からの不満も多く、1950年代にM48パットン戦車が導入されて同様にM8ドーザーブレードキットを装着した車両（M48DB(M48 Dozer Blade)と通称された）も同様の不満が多く寄せられたことから、戦車の車体を流用した戦闘工兵車両の開発が決定された。
当初はM48戦車の後継として開発が進められていたT95戦車の車体を流用するものとしてT118の名称で開発され、1960年には試作車が完成したが、T95の開発計画が予算面の問題から断念されたため、T95の代換案として開発された、M48戦車の発展改良型であるXM60の車体を使用し、T118と同様の各種装備を搭載した新たな試作車がT118E1の名称で開発され、1965年から1966年かけて実際に部隊で運用しての試験が開始され、1967年にM728として採用された。
M728は291両が製造され、アメリカ軍の他、主にM48/M60戦車を導入した国にも輸出もしくは供与されて装備された。
現在はサウジアラビアおよびシンガポール他にて運用中である。ベトナム戦争において1965年にT118E1として実用試験のために配備されたことを始め、1990年-1991年の砂漠の盾作戦および砂漠の嵐作戦（湾岸戦争）でも使用されたが、M1エイブラムスといった、より新型の装甲車両に随伴するには機動力が不足していることが判明したため、アメリカ陸軍からは退役させることが決定された。
1993年に、M728はテキサス州ウェーコで行われたブランチ・ダビディアンの包囲作戦に用いられ、クロロベンジリデンマロノニトリル（催涙ガス）を流し込む、壁面を破壊するなどの目的に活用された。この事例から、FBIおよびATF（アルコール・タバコ・火器及び爆発物取締局）の重装備部隊では、少数ながら陸軍から移管されたM728を保有している。

## 後継車両
上述の湾岸戦争時の運用実績から、アメリカ軍においてはM1エイブラムスをベースにした戦闘工兵車型であるM1 グリズリーCMV（Grizzly Combat Mobility Vehicle：グリズリー戦闘工兵車）に更新される予定であったが、グリズリーCMVは導入計画が中止されたため、アメリカ陸軍がM1 パンサーⅡ MCV（Panther II Mine Clearing Vehicle：パンサーⅡ 地雷処理車）、アメリカ海兵隊がM1 ABV（Assault Breacher Vehicle：突撃啓開車）を、地雷処理を主眼とした限定的な戦闘工兵車両として開発・導入したに留まり、M728も陸軍州兵の装備としては現役に留まっており、陸軍予備部隊においても予備車両として保管されている。

## 運用国
- アメリカ合衆国 - アメリカ陸軍および陸軍州兵：291両を導入し262両を保管
- エジプト：1990年代にアメリカより72両を導入[3]
- オマーン：3両を導入
- サウジアラビア：15両を導入[4]
- シンガポール：8両を導入。2023年時点で、シンガポール陸軍が8両を保有している[5]。※段階的に退役の予定
- モロッコ：6両を導入
- ポルトガル：1998年より3両を導入

## 構成
油圧操作ドーザーブレードを前部に備え、A字型フレームクレーンを砲塔の両側面ヒンジに接続し、ウインチを装備する。さらに、地雷除去用レーキの装着も可能である。
砲塔はM60A1/A3と同型のものが搭載されているが、主砲は105mm M68から、165mm M135破砕砲に交換され、粘着榴弾30発が搭載される。これは、イギリス陸軍FV4003 センチュリオン Mk.5 AVREに搭載されたL9A1 165mm破砕砲のライセンス生産品である。
さらに、同軸機銃のM73機関銃用に7.62x51mm NATO弾2,000発、車長用キューポラに装備されたM85機関銃用に12.7x99mm NATO弾600発を、それぞれ搭載する。

## ギャラリー

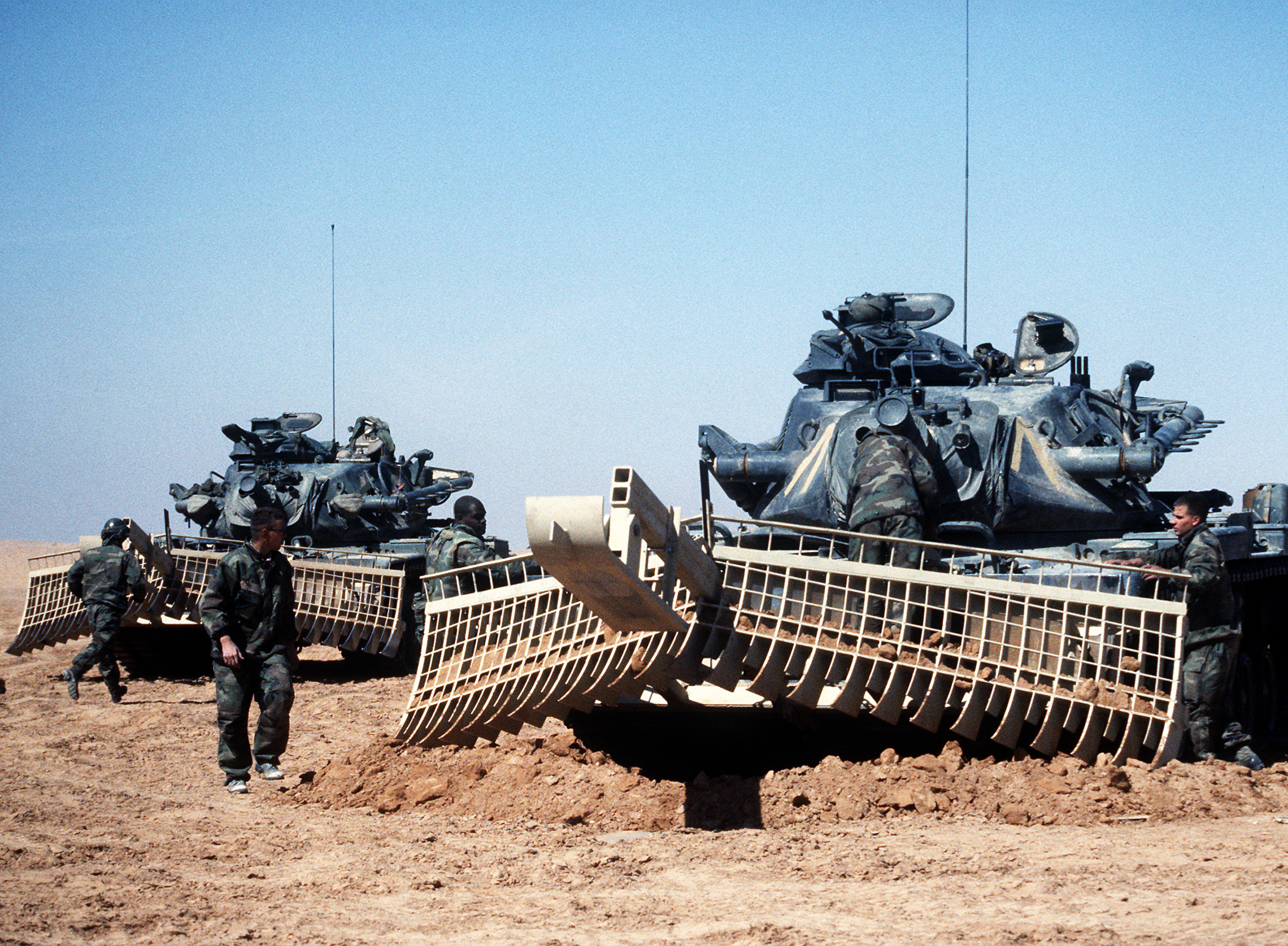
地雷処理用レーキ[7]を装着したM728
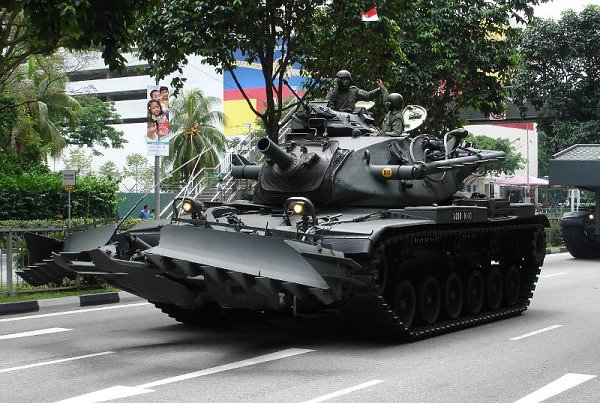
シンガポール軍のM728 鋤型地雷処理装置が装着されている